# Denisa Rohanová
Denisa Rohanová (rozená Nepovímová, * 16. dubna 1975 Pardubice) je česká aktivistka, která se zaměřuje na pomoc lidem v dluzích a v exekuci. Od roku 2017 je prezidentkou spolku České asociace povinných.
Je členem správní rady Nadace Denisy Rohanové, kterou založil válečný veterán Martin Říha, který jako zmocněnec podal téhož roku její kandidátní listinu do volby prezidenta republiky 2023 opatřenou podpisy 20 poslanců.
Přispěla k prosazení seznamu nezabavitelných věcí do exekučního řádu a vytvoření Metodického pokynu pro Policii ČR v případě mobiliárních exekucí.

## Život
Absolvovala chemické učiliště v Neratovicích. V roce 2020 obdržela magisterský titul na Vysoké škole podnikání a práva v Praze v oboru soukromoprávní studia. Na Akademii krizového řízení získala titul LL.M., se specializací exekuční a insolvenční právo.[kdy?][zdroj?] Obě školy se rozhodla vystudovat, aby byla schopna poskytovat odbornou právní pomoc a poradenství.[zdroj?]
V roce 2014 jako své zaměstnání uváděla živnostník, v roce 2017 pak asistentka poslance.
Do dluhů ji uvrhl bývalý manžel, který se jako subdodavatel a  OSVČ – při hospodářské krizi 2008 – dostal po krachu dvou velkých firem do druhotné platební neschopnosti. Dlužná částka narostla na 12 milionů korun; k říjnu 2022 bylo podle jejího vyjádření přes deset milionů korun již uhrazeno. Tato událost ji přiměla k působení v oblasti exekucí. Do pozice prezidentky České asociace povinných byla zvolena v říjnu 2017.

## Politické působení
Byla členkou ČSSD, poté v komunálních volbách v roce 2014 neúspěšně kandidovala do zastupitelstva Kralup nad Vltavou jako nestranička za Úsvit přímé demokracie. O rok později kritizovala financování tehdejšího Úsvitu.
Ve volbách do Poslanecké sněmovny PČR v roce 2017 neúspěšně kandidovala jako nestranička za hnutí Referendum o Evropské unii. V kandidátní listině jako své povolání uváděla asistentka poslance.

### Kandidatura na prezidentku ČR
Dne 1. dubna 2021 oznámila záměr kandidovat na prezidentku České republiky v prezidentských volbách 2023.
Dne 18. února 2022 uvedla, že se jí podařilo získat 20 podpisů od poslanců z předešlé Poslanecké sněmovny a že zároveň nasbírala asi 27 tisíc podpisů občanů, avšak sbírání podpisů poté ukončila. Její kandidaturu podpořilo celkem 20 poslanců z ČSSD (Jiří Běhounek, Jan Birke, Jan Hamáček, Roman Onderka, Antonín Staněk, Lukáš Vágner), KSČM (Hana Aulická Jírovcová, Stanislav Grospič, Květa Matušovská, Zdeněk Ondráček, Daniel Pawlas, Ivo Pojezný, Jiří Valenta), ANO (Jiří Bláha, Pavel Juříček, Barbora Kořanová, Přemysl Mališ, Pavel Plzák, Miloslava Rutová) a poslankyně za JAP zvolená na kandidátce SPD Ivana Nevludová.
Kandidátní listinu podala e-mailem již 20. října 2021, podle svých slov kvůli zdravotním problémům prezidenta Zemana, avšak na kandidátní listině uvedla, že ji podává k řádném termínu v roce 2023. Kandidátní listina tak byla podána v den, kdy všem nominujícím poslancům uplynul poslanecký mandát (písemně byla doložena až druhý den). Podání bylo učiněno ještě před vyhlášením prezidentské volby dne 27. června 2022. Ministerstvo vnitra zahájilo řízení o registraci její kandidátní listiny pro volbu prezidenta republiky až dne 21. října 2021, protože podepsaní zákonodárci v době podání kandidátní listiny stále vykonávali mandát. Po oznámení potvrzené registrace dne 25. listopadu 2022 tento krok Ministerstva vnitra kritizovali ústavní právníci Jan Kysela či Jan Wintr, s odkazem na předčasnost podání kandidátní listiny ještě před samotným vyhlášením voleb. Skupina senátorů podala na její registraci stížnost na Nejvyšší správní soud a domáhali se vyřazení Rohanové z prezidentských voleb. Dne 13. prosince 2022 ji volební senát NSS z prezidentských voleb jednomyslně vyřadil. Rohanová se odvolala k Ústavnímu soudu, ten však její stížnost 10. ledna 2023 zamítl.
Její volební preference se v průzkumech veřejného mínění pohybovaly kolem 1 %.

## Profilace
Denisa Rohanová se rozhodla kandidovat jako obhájkyně spravedlivé společnosti, kde bez ohledu na svůj osud nebo na majetek bude mít každý šanci na šťastný a důstojný život, chce prosazovat vzájemnou úctu a respekt. Výhodu před ostatními kandidáty spatřovala ve svém ženském prvku. Chce být prezidentkou, aby mohla pomáhat lidem, přestože prezident výkonné pravomoci nemá. Nebránila by se udělování prezidentských milostí. Jako prezidentka by se dívala do všech světových stran, nevnímala by boj levice s pravicí a bojovala za zájmy celého národa, tíhne ale k levicové části spektra. Na prosazování toho, co si myslí, že je správné, ale není prezidentovi umožněno dělat ústavními pravomocemi, by na politiky vyvíjela nejprve zákulisní, a pak veřejný nátlak. Na prosazení některých změn ohledně exekucí úzce spolupracovala s ČSSD.
Stala se bojovnicí proti exekucím, ale sama jim čelila (byl jí zablokován transparentní účet) a v listopadu 2022 uvedla, že dosud splácí exekuci ve výši přes 1 milión Kč a neví kdy ji doplatí, protože nemá pravidelný příjem. Jako šéfka České asociace povinných nebere plat.[zdroj?] V listopadu 2022 se postavila se proti dodávání zbraní Ukrajině během ruské invaze na Ukrajinu, byla proti zbrojení armády a přípravě na vojenský konflikt a nevěděla, kdo je náčelník generálního štábu Karel Řehka. Stala se patronkou nadace Nadero, která vybírá příspěvky na ukrajinské uprchlíky v Česku, ale tato nadace neměla veřejně přístupný transparentní účet. Mluví rusky a v základu anglicky. Nejblíže jí byl prezident Václav Havel a imponovala výrazná osobnost prezidenta Donalda Trumpa přes jeho přešlapy. Komunistický režim odsoudila, avšak podporu poslanců KSČM přijala na základě spolupráce na změnách exekučního řádu. Byla členkou proevropské ČSSD, v roce 2014 neúspěšně kandidovala za Úsvit přímé demokracie, který chtěl z EU vystoupit, a poté kandidovala v roce 2017 do sněmovny za hnutí Referendum o Evropské unii, přesto však odmítla, aby Česko z Evropské unie vystoupilo. Odmítla by finanční podporu, za kterou by něco musela slíbit.
Za svůj vzor uvedla princeznu Dianu, která podle ní odváděla ve všech svých projektech zaměřených na ochranu lidských práv tvrdou práci, i přes to, že byla svázána královským protokolem.

## Nadace Denisy Rohanové
Nadace vznikla krátce po zasažení moravských obcí tornádem, s cílem pomoci potřebným a lidem v nouzi včetně matek samoživitelek nebo rodin vojáků zraněných při výkonu služby. Po ruské invazi na Ukrajině začala nadace skrze projekt Ukrajinští pracovníci propojovat ukrajinské uprchlíky a české firmy. Předsedou správní rady nadace je bývalý voják Martin Říha. Nadace nemá veřejně přístupný transparentní účet.